# Fritz Raschig

Fritz Raschig

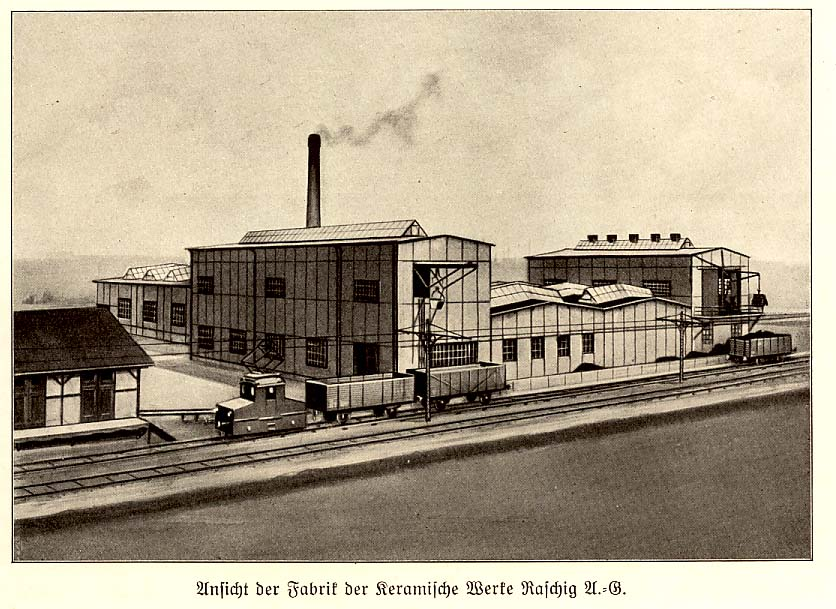
Fabrik der Keramische Werke Raschig AG (Grafik, 1920er Jahre)

Fritz Raschig (* 8. Juni 1863 in Brandenburg an der Havel; † 4. Februar 1928 in Duisburg; vollständiger Name: Friedrich August Raschig) war ein deutscher Chemiker, Unternehmer und Politiker.

## Leben und Werk
Fritz Raschig war das älteste von 13 Kindern des Leistenfabrikanten August Raschig. Sein Vater entstammte einer alten Tuchmacherfamilie aus Jessen (Elster) und hatte 1862 seine Fabrik in der Neustadt von Brandenburg (Havel) gegründet, die von einem Bruder Raschigs mindestens bis in die 1920er Jahre fortgeführt wurde. Fritz Raschig entwickelte früh ein starkes Interesse an den Naturwissenschaften, besonders an Chemie, so dass ihm der Vater sogar ein kleines Labor einrichtete. Auch der Besuch des Realgymnasiums Saldria in Brandenburg an der Havel förderte ihn darin, was ihn später zu Stiftungen von hochwertigen Unterrichtsmitteln bewegte. Nach dem Abitur 1881 studierte er Chemie an der Universität Berlin, zwischenzeitlich ein Semester an der Ruprecht-Karls-Universität Heidelberg. An der Heidelberger Universität war er Schüler des renommierten Chemikers Robert Wilhelm Bunsen. 1884 wurde er in Berlin mit dem Thema „Einwirkung von Kupferchloriden auf Schwermetalle“ zum Dr. phil. promoviert. Schon als wissenschaftlicher Assistent in Berlin von 1885 bis 1887 schrieb Raschig eine viel beachtete Arbeit „Über das Verhalten der salpetrigen zur schwefeligen Säure“. Mit Schwefel und Salpeter beschäftigte er sich sein Leben lang.
Nachdem er ab 1887 jahrelang bei der Badischen Anilin- und Sodafabrik (BASF) tätig gewesen war (zuletzt als Betriebsleiter für die Synthesebereiche von Benzoesäure, Karbolsäure (Phenol) und Pikrinsäure), gründete er 1891 die nach ihm benannte Chemische Fabrik Raschig, die heute noch in Ludwigshafen-Mundenheim ansässig ist. Diese Fabrik errichtete er zur Darstellung reiner Teerbestandteile, wie z. B. Anthracen, Naphthalin, Roh-Karbolsäure (Phenol), Toluol und Benzol. Er verwendete bei der Fraktionierung einen besonderen Füllkörper, der unter dem Namen Raschig-Ring 1914 patentiert wurde und heute in der ganzen Welt bekannt ist. Vorher wurde diese Entwicklung geheim gehalten, um den Vorteil der Reindarstellung des Phenols großtechnisch voll zu nutzen. Nach Fritz Raschigs Tod wurde das Unternehmen zunächst von seinen zwei Söhnen, Kurt Raschig und Dr. Claus Raschig fortgeführt, danach von deren Söhnen Gert (1934–1993; Sohn von Kurt) und Friedrich Raschig (Sohn von Claus). Nach dem Tod von Gert Raschig verkauften dessen Erbengemeinschaft und Friedrich Raschig das Unternehmen 1996 an die US-amerikanische PMC-Gruppe PMC Global.
Fritz Raschig schenkte der Stadt Ludwigshafen am Rhein im Jahr 1916 ein Gelände von 200.000 m² für Kriegsheimkehrer, was zur Gründung der Ludwigshafener Gartenstadt führte. Dazu regte er auch den Zusammenschluss der existierenden Baugenossenschaften an. Die dort befindliche Raschigstraße wurde ihm zu Ehren benannt.
1917 verlieh ihm die Technische Hochschule Darmstadt die Ehrendoktorwürde (als Dr.-Ing. E. h.), 1918 folgte die Ehrendoktorwürde der Ruprecht-Karls-Universität Heidelberg (als Dr. phil. h. c.). Raschig engagierte sich im Verein zur Wahrung der Interessen der chemischen Industrie Deutschlands. Im Jahr 1926 wurde er zum Mitglied der Leopoldina gewählt, 1927 wurde er mit der Liebig-Denkmünze des Vereins Deutscher Chemiker ausgezeichnet. Er war Mitglied des Vereins Deutscher Ingenieure (VDI) und des Mannheimer Bezirksvereins des VDI.
Zu Raschigs wissenschaftlichen Leistungen gehören vor allem:
- die Entwicklung und Anwendung von Füllkörpern für lose Schüttungen („Raschig-Ringe“),
- die Entdeckung der Verwendungsmöglichkeiten des Kresols,
- die Entwicklung des para-Chlor-meta-Kresols (Raschit) zu Desinfektionsmitteln,
- die kontinuierliche Teer-Destillation,
- das Kiton-Verfahren beim Straßenbau (Teer + Ton + Wasser-Suspension)[2],
- die Herstellung von Kunstharzen aus Phenol und Formaldehyd (z. B. für Billardbälle).

Um die Versorgung mit Rohteer zu sichern, erwarb er im Jahr 1918 die Teerdestillation Chemische Fabrik Dr. Wirth, Waldthausen & Schulz in Werne bei Bochum und ließ 1910/11 in Krozingen nach Erdöl bohren. Bei diesen Bohrungen wurde eine Kohlensäurequelle entdeckt, die Grundlage für den Kurbetrieb in diesem südbadischen Ort wurde.

## Politik
Raschig betätigte sich auch politisch und war 1919/20 Mitglied der Weimarer Nationalversammlung. Später saß er von Dezember 1924 bis zu seinem Tode als Abgeordneter der Deutschen Demokratischen Partei im Deutschen Reichstag in Berlin. Daneben war er von 1900 bis zu seinem Tode Mitglied des Ludwigshafener Stadtrats.